# Пропионат серебра
Пропионат серебра — химическое соединение,
соль серебра и пропионовой кислоты
с формулой C2H5COOAg,
бесцветные кристаллы,
слабо растворяется в воде.

## Физические свойства
Пропионат серебра образует бесцветные кристаллы.
Слабо растворяется в холодной воде.
Является диамагнетиком .

## Химические свойства
- Реагирует с бромом с образованием бромэтила [2]:

{\displaystyle {\mathsf {CH_{3}CH_{2}COOAg+Br_{2}\ {\xrightarrow {CCl_{4}}}\ CH_{3}CH_{2}Br+AgBr+CO_{2}\uparrow }}}